# 샤틴사건
사틴사건(Chattin Case)은 미국과 멕시코 간 분쟁을 미국 멕시코 일반소청위원회가 판결한 사건이다. 미국인 샤틴은 멕시코 남태평양철도의 차장으로 일하던 중, 1910년 7월 사날로아주의 마자틀란에서 열차표를 불법 판매하고 그 대금을 횡령한 혐의로 체포되었다. 멕시코 교도소에 유치되었다 풀려난 그는 미국으로 돌아가 국무성에 그의 체포, 재판, 형의 선고가 불법이었고 교도소에서 비인간적인 대우를 받았다고 주장하였다. 5,000달러의 손해를 주장하며 소청하자 미국이 미국, 멕시코일반소청위원회에 사건을 제소하였다.

## 판결
위원회는 샤틴이 적법하게 체포되었으나 재판 절차에서 중대한 불법이 있었다고 보았다. 멕시코의 책임을 성립시킬 만큼 중대한 재판의 거절(denial of justice)가 있어서 배상을 명하였다.